# ФК Железничар Панчево
ФК Железничар је српски фудбалски клуб из Панчева. Тренутно се такмичи у Суперлиги Србије, првом такмичарском нивоу српског фудбала.

## Историја
Фудбалски клуб Железничар из Панчева основан је 1947. године, а током дуге историје такмичио се у нижим ранговима такмичења. Панчевци су свој пут кроз подручне и зонске лиге започели од Друге јужнобанатске лиге и временом улазили у више рангове такмичења.
Преломни моменат била је 2011. година када је ново руководство клуба, уз значајно организационо унапређење, успело да направи резултатски искорак и створи услове за касније успехе. На крају сезоне 2014/15. екипа Железничара је као првопласирани тим Војвођанске лиге – група Исток обезбедила пласман у трећи ранг такмичења. Пласман у Српску лигу Војводина био је у том тренутку највећи успех клуба у дугој историји.
Након пет сезона проведених у трећем рангу такмичења, Панчевци су на крају сезоне 2019/20. стигли до новог историјског успеха, пласмана у Прву лигу Србије. Наиме, због пандемије вируса КОВИД-19, која је проузроковала прекид такмичења, екипа Железничара је као у том тренутку првопласирани тим Српске лиге Војводина изборила пласман у виши ранг.
У првој сезони заузели је 10. место, а следеће сезоне 3. место што им је обезбедило бараж утакмицу са Радничким 1923 из Крагујевца, тринаестопласираном екипом Суперлиге Србије. У првом бараж мечу Железничар је као домаћин играо на стадиону ФК Смедерево, јер њихов стадион није испуњавао услове за највиши ранг. У првој утакмици Раднички је славио са 3:1, а у реваншу у Крагујевцу победио је Железничар са 1:0, што није било довољно за историјски пласман у Суперлигу Србије.
Следеће сезоне Железничар је заузео друго место и тако остварио највећи успех у историји пласманом у Суперлигу Србије. У дебитантској сезони заузели су 14. место и морали су да се састану у баражу за опстанак са Инђијом која је заузела 3. место у Првој лиги Србије. У првој утакмици су као гости славили са 2:1, а опстанак су потврдили у реваншу победом од 2:0.

## Новији резултати
| Сезона   | Ранг | Лига                  | Позиција | ИГ | Д  | Н  | П  | ГД | ГП | ГР  | Бод | Куп                  |
| -------- | ---- | --------------------- | -------- | -- | -- | -- | -- | -- | -- | --- | --- | -------------------- |
| 2014/15. | 4    | Банатска зона         | 1.       | 30 | 17 | 6  | 7  | 67 | 31 | +36 | 57  | Није се квалификовао |
| 2015/16. | 3    | Српска лига Војводина | 7.       | 30 | 13 | 4  | 13 | 40 | 42 | -2  | 43  | Није се квалификовао |
| 2016/17. | 3    | Српска лига Војводина | 8.       | 28 | 9  | 9  | 10 | 36 | 34 | +2  | 36  | Није се квалификовао |
| 2017/18. | 3    | Српска лига Војводина | 10.      | 30 | 11 | 6  | 13 | 33 | 30 | +3  | 39  | Није се квалификовао |
| 2018/19. | 3    | Српска лига Војводина | 6.       | 32 | 13 | 7  | 12 | 31 | 30 | +1  | 46  | Није се квалификовао |
| 2019/20. | 3    | Српска лига Војводина | 1.       | 17 | 15 | 2  | 0  | 37 | 8  | +29 | 47  | Није се квалификовао |
| 2020/21. | 2    | Прва лига Србије      | 10.      | 34 | 13 | 5  | 16 | 38 | 43 | -5  | 44  | Није се квалификовао |
| 2021/22. | 2    | Прва лига Србије      | 3.1      | 37 | 20 | 8  | 9  | 54 | 36 | +18 | 68  | Шеснаестина финала   |
| 2022/23. | 2    | Прва лига Србије      | 2.       | 37 | 20 | 8  | 9  | 63 | 35 | +28 | 68  | Осмина финала        |
| 2023/24. | 1    | Суперлига Србије      | 14.2     | 37 | 10 | 9  | 18 | 47 | 65 | -18 | 39  | Шеснаестина финала   |
| 2024/25. | 1    | Суперлига Србије      | 10.      | 37 | 13 | 10 | 14 | 49 | 43 | +6  | 49  | Осмина финала        |
| 2025/26. | 1    | Суперлига Србије      | —        | —  | —  | —  | —  | —  | —  | —   | —   | —                    |

- 1  Поражен у баражу за пласман у Суперлигу Србије од Радничког 1923 из Крагујевца
- 2  Бољи у баражу за пласман у Суперлигу Србије од Инђије

## Тренутни састав
Ажурирано 21. августа 2024.
| Бр. |           | Позиција | Играч              |
| --- | --------- | -------- | ------------------ |
| 1   | Србија    | Г        | Зоран Поповић      |
| 3   | Србија    | О        | Марко Конатар      |
| 4   | Србија    | О        | Божидар Благојевић |
| 5   | Србија    | О        | Немања Видојевић   |
| 6   | Црна Гора | О        | Мирко Миликић      |
| 7   | Србија    | С        | Марко Ћурић        |
| 9   | Србија    | Н        | Лазар Романић      |
| 10  | Србија    | С        | Дарио Гргић        |
| 11  | Србија    | Н        | Стефан Цветковић   |
| 12  | Гана      | О        | Абдул Јусиф        |
| 15  | Нигерија  | Н        | Франсис Езе        |
| 16  | Србија    | С        | Матија Митровић    |
| 17  | Србија    | Н        | Никола Јовановић   |

| Бр. |                 | Позиција | Играч              |
| --- | --------------- | -------- | ------------------ |
| 19  | Србија          | О        | Немања Милуновић   |
| 21  | Србија          | С        | Бранислав Кнежевић |
| 22  | Србија          | С        | Јован Милосављевић |
| 23  | Србија          | О        | Урош Стојановић    |
| 24  | Србија          | Г        | Филип Новић        |
| 25  | Србија          | Г        | Огњен Лукић        |
| 26  | Србија          | О        | Бојан Балаж        |
| 29  | Нигерија        | Н        | Ентони Локоса      |
| 33  | Србија          | О        | Никола Ђуричић     |
| 35  | Обала Слоноваче | С        | Секу Саного        |
| 37  | Србија          | С        | Милош Влаховић     |
| 49  | Србија          | Н        | Давид Ивић         |
| 77  | Србија          | Н        | Вељко Вукојевић    |

## Галерија
- Тренинг на стадиону
- Тренинг на стадиону
- Утакмица
- Стари дрес
- Навијачки шал